# Douglas McKie
Douglas McKie, né le 15 juillet 1896 dans le Monmouthshire en Angleterre, mort le 20 août 1967 à Londres,  est un chimiste et un historien des sciences d'origine britannique.

## Biographie
Fils d'un soldat écossais, McKie passe successivement de l'école de Tradegar (grammar school) à l'université de Cardiff (University College, Cardiff), puis entre en 1915 à l'Académie royale militaire de Sandhurst.
Lieutenant en France, pendant la Première Guerre mondiale, il est sérieusement blessé en juillet 1917 à Passchendaele (Bataille d'Ypres). Après sa convalescence, il sert dans les forces d'occupations anglaises en Allemagne.
Il abandonne l'armée en 1920 et entre à l'Université de Londres, où il reprend des études de chimie.
Diplômé en 1923, il reçoit la Médaille Ramsay en 1925. Poursuivant ses travaux sous la direction de F. G. Donnan, Donald McKie étudie l'adsorption des gaz et des solides et obtient son doctorat en 1927. Employé comme assistant depuis 1925, puis comme lecteur[Quoi ?] du département d'Histoire et de méthodes scientifiques[pas clair] d'Abraham Wolf, il se dirige alors vers l'histoire des sciences. Il abandonne son poste de chimiste en 1934 et, en 1936, devient professeur (lecturer) à temps plein du Département d'Histoire et de Philosophie des Sciences de Wolf.  
McKie revient à la chimie pendant la Seconde Guerre mondiale, quand son département est fermé et transféré à l'Université du sud du pays de Galles à Bangor. À la fin de la guerre, en 1945, McKie  retourne à ses recherches d'histoire.
En 1957, il prend la succession de Herbert Dingle à la tête du département. Poste qu'il occupe jusqu'en 1964 date à laquelle il est nommé professeur émérite.
McKie écrivit deux biographies d'Antoine Lavoisier, en tant que fondateur de la chimie moderne et comme scientifique, économiste et réformateur social (1952). Il était membre associé de l'Académie des Sciences de Paris et Chevalier de la Légion d'honneur (1957). Bibliophile, il meurt à Londres après une longue maladie en août 1967.
Douglas McKie est lauréat du prix Dexter 1963.

## Sources
- (en) Article Douglas McKie de la Division of History of Chemistry of the American Chemical Society.
- (en) Douglas McKie, dans les Annals of Science 24 (1968): 1–5.